# Scharans
Scharans  (en romanche Scharons) es una comuna suiza del cantón de los Grisones, situada en la región de Viamala. Limita al norte con las comunas de Almens, al este con Vaz/Obervaz, al sur con Sils im Domleschg, y al oeste con Fürstenau.